# لازونبی
لازونبی (به انگلیسی: Lazonby) یک روستا و محله مدنی در بریتانیا است که در منطقه ادن واقع شده‌است. لازونبی ۹۷۶ نفر جمعیت دارد.